# آرتورو ناون
آرتورو ناون (انگلیسی: Arturo Naón؛ ۳۱ دسامبر ۱۹۱۲ – May 5, 1999 (Aged 87)) بازیکن فوتبال اهل آرژانتین بود.
از باشگاه‌هایی که در آن بازی کرده‌است می‌توان به باشگاه ورزشی سن لورنسو آلماگرو، باشگاه فوتبال جیمناسیا لاپلاتا، و باشگاه فوتبال راسینگ کلوب آویاندا اشاره کرد.
وی همچنین در تیم ملی فوتبال آرژانتین بازی کرده‌است.